# Dida (Sprache)
Das Dida ist eine Sprache, die in der Elfenbeinküste gesprochen wird.
Es ist ein Dialektkontinuum der Kru-Sprachgruppe.
Man unterscheidet beim Dida zwei Gruppen, Yocoboué Dida (101.600 Sprecher im Jahre 1993) und Lakota Dida (93.800 Sprecher im Jahre 1993), welche nur marginal gegenseitig verständlich sind und eigentlich als getrennte Sprachen zu betrachten sind. Beide besitzen unterschiedliche Mundarten: Yocoboué (Yokubwe) besteht aus den Lozoua- (Lozwa) und Divo-Dialekten (7.100 und 94.500 Sprecher), und Lakota aus den Lakota- (Lákota), Abou- (Abu) und Vata-Dialekten. Der Prestigedialekt ist die in der Stadt Guitry gesprochene Variante des Lozoua-Dialekts, die allerdings Konkurrenz durch Französisch, die ivorische Amtssprache, bekommt, da dieses ein noch höheres Prestige von Seiten der politischen Elite genießt.
Yocoboué ist auch bekannt als Guitry, Yocoboue, Yokouboué, Gakpa, Goudou (Gudu) und Kagoué (Kagwe). Lakota ist hingegen auch bekannt als Dieko, Gabo, Satro, Guébie (Gebye), Brabori und Ziki.